# 디오니시우스 아레오파기타

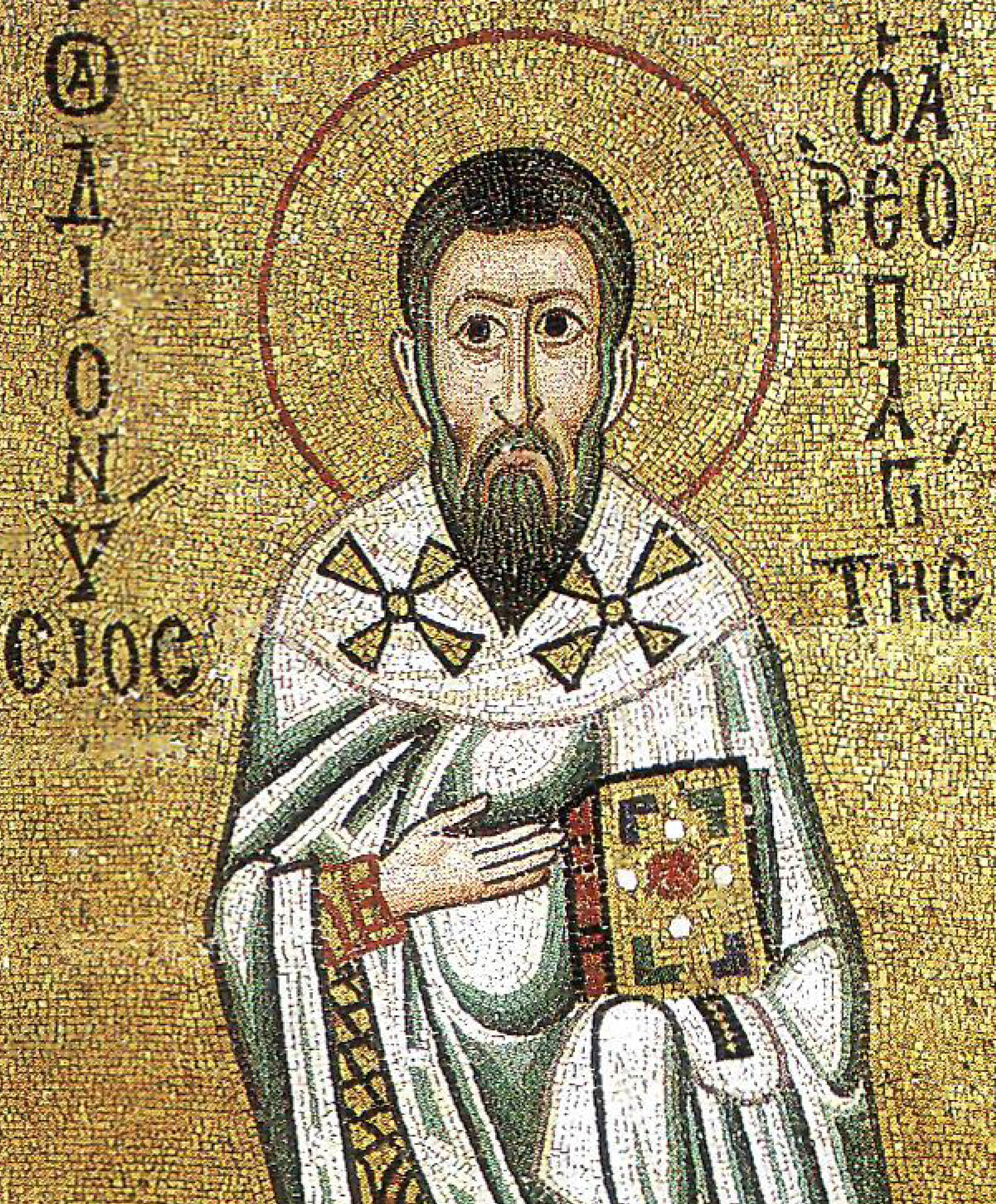

디오니시우스 아레오파기타(Areopagite Dionysius, /daɪənɪsiəs/; 그리스어: Διονύσιος ὁ Ἀρεοπαγίτης Dionysios ho Areopagitēs)는 1세기에 살았던 아테네의 아레오파고스 법정의 아테네인 판사였다. 기독교로 개종한 그는 여러 교파에서 성인으로 추앙받고 있다.

## 인생
사도행전(행 17:34)에 기록된 바와 같이 그는 사도 바울의 설교를 통해 기독교로 개종했다.
회심 후 디오니시우스는 아테네의 첫 번째 주교가 되었지만 때때로 히에로테우스 다음으로 두 번째 주교로 간주되기도 한다. 그는 카톨릭과 동방 정교회에서 성인으로 숭배된다. 그는 아테네의 수호성인이며 재판관과 사법부의 보호자로 숭배된다. 10월 3일에 추모된다.

## 역사적인 혼란
6세기 초에 신플라톤주의 언어를 사용하여 기독교 신학 및 신비주의 사상을 설명하는 일련의 신비주의 저술인 소위 코르푸스 디오니시아쿰(Corpus Dionysiacum)은 아레오파기타의 소행으로 여겨졌다. 그 저자는 현재 아레오파기타의 위 디오니시우스(Pseudo-Dionysius)로 알려져 있다.
디오니시우스는 파리의 초대 주교인 순교자 디오니시우스와 잘못 동일시되었다. 그러나 9세기 작가의 이러한 실수는 무시되고 각 성인은 각자의 날에 기념된다.

## 현대 참조
아테네에는 그의 이름을 딴 두 개의 큰 교회가 있는데 하나는 스쿠파거리(Skoufa Street)의 콜로나키(Kolonaki)에 있고 다른 하나는 파네피스티무거리(Panepistimiou Street)에 있는 아테네의 카톨릭 메트로폴리스이다. 아리오스 파고스(Areios Pagos)의 바위를 통과하는 아크로폴리스(Acropolis) 주변의 보행자 산책로도 그의 이름을 따서 명명되었다.
디오니시우스는 메세니아(Messenia)의 가르갈리아니(Gargaliani)와 헤라클리온(Heraklion) 현 남쪽의 디오니시(Dionysi) 마을의 수호 성인이다. 이 마을은 그의 이름을 따서 명명되었으며 성 디오니시오스 아레오파기티스를 기리는 교회가 있는 크레타의 유일한 마을이다.

## 같이 보기
- 막스 뮐러